# Амирэджиби
Амирэджи́би (груз. ამირეჯიბი, также Амиреджибовы, Амиреджиби) — старинный грузинский княжеский род из Картли.

## Этимология фамилии
Фамилия происходит от придворной должности амирэджиб — заместителя мандатуртухуцеса (министр внутренних дел и почты). Амирэджиб постоянно присутствовал на заседаниях Дарбази (высший государственный совет) с правом совещательного голоса. Он имел право беспрепятственно посещать царя, выполняя по совместительству обязанность докладчика. Как правило должность была наследственной.

## Происхождение рода
По родовому преданию, впервые амирэджиб был назначен грузинским царем Ашотом Куропалатом в 823 году, и был рачинским дворянином из рода Кобулисдзе. Однако в исторических документах первые упоминания относятся к началу 13 века. Начиная с 1243 года в источниках упоминаются амирэджибы из рода Кобулисдзе (Габелидзе).
Амирэджиб Бешкен Кобулисдзе рос при дворе царицы Русудан вместе с её сыном — будущим царём Давидом VI Нарином. В 1243 году он сопровождал царевича к монгольскому хану для утверждения на престоле Грузии. Перед началом путешествия, мать царевича — царица Русудан, благословляя их в дорогу, подарила Бешкену крест царицы Тамары, который хранился в семье Амирэджиби до репрессий 1937 года.
Согласно царевичу Иоанну род князей Амирэджиби является ветвью князей Палавандишвили.

## История рода
В 1231 под командованием одного из Амирэджиби был разбит и изгнан из Грузии хорезмийский султан Джелал-эд-дин. Амирэджиб лично преследовал султана, сорвал с него корону и вместе с султанским знаменем преподнёс царице Русудан. Впоследствии эти трофеи были помещены в фамильный храм рода Амирэджиби. В настоящее время хранятся в Государственном музее Грузии.
В XIV веке, после завоевания Восточной Грузии монголами, и в период подчинения её ильханам Хулагидам род Амирэджибе понес огромные потери. За участие в восстании против монголов были одновременно казнены шестьдесят один представитель рода, все кто мог носить оружие.
В начале XV века, в источниках упоминается «облагодетельствованный царями» Куцна Амирэджиби вместе со своей супругой Русой приступает к восстановлению церквей и монастырей, в том числе кафедрального собора Светицховели. Их дочь Натиа, была супругой царя Грузии Константина I в этом браке родился будущий царь Александр Великий.
В исторических документах упоминаются многие представители этого рода, но непрерывное генеалогическое древо удается восстановить только с начала XVII века, от утверждённого царем Луарсабом II в достоинстве князя третьей степени Аспана Амирэджиби.
Князь Бежан Амирэджиби (Амерефжибов) выехал в Россию вместе с Вахтангом VI в 1724 году в Россию, но вернулся на родину в 1730 году.
Род князей Амирэджиби включен в список князей, приложенный к Георгиевскому трактату 1783 года. Были признаны в княжеском достоинстве Российской империи, Высочайше утверждённым 2 февраля 1824 года мнением Государственного Совета со внесением в V часть родословной книги Грузинской (затем Тифлисской) губернии под именем Амиреджибовых.
В начале XX века семья Тамар Амиреджиби-Канчели сыграла значительную роль в осуществлении знаменитым русским поэтом Константином Бальмонтом первого поэтического перевода на русский язык гениальной поэмы Шота Руставели XII века «Витязь в тигровой шкуре».

## Известные представители
- Амираджибов, Михаил Кайхосрович (1833—1903) — российский генерал, герой русско-турецкой войны 1877—1878 гг.
- Амирэджиби, Чабуа Ираклиевич (1921—2013) — классик грузинской литературы XX века, автор романа «Дата Туташхиа».
- Амирэджиби, Тенгиз Константинович (1927—2013) — грузинский пианист и педагог музыки (ф-но). Профессор Тбилисской консерватории
- Амирэджиби, Екатерина Георгиевна (1889—1975) — грузинская советская актриса, народная артистка Грузинской ССР.
- Калатозов, Михаил Константинович (1903—1973) — единственный советский режиссёр, чей фильм («Летят журавли») был удостоен «Золотой пальмовой ветви» Каннского кинофестиваля. Народный артист СССР (1969)

## Дворянские роды вассалы
Бакрадзе, Монаварашвили, Бадриасшвили.